# 阿富汗邻国外长会议
阿富汗邻国外长会（英語：Meeting of Foreign Ministers of Afghanistan's Neighbouring Countries），是由阿富汗周边国家举行、讨论阿富汗问题的外交部长级国际会议。

## 背景

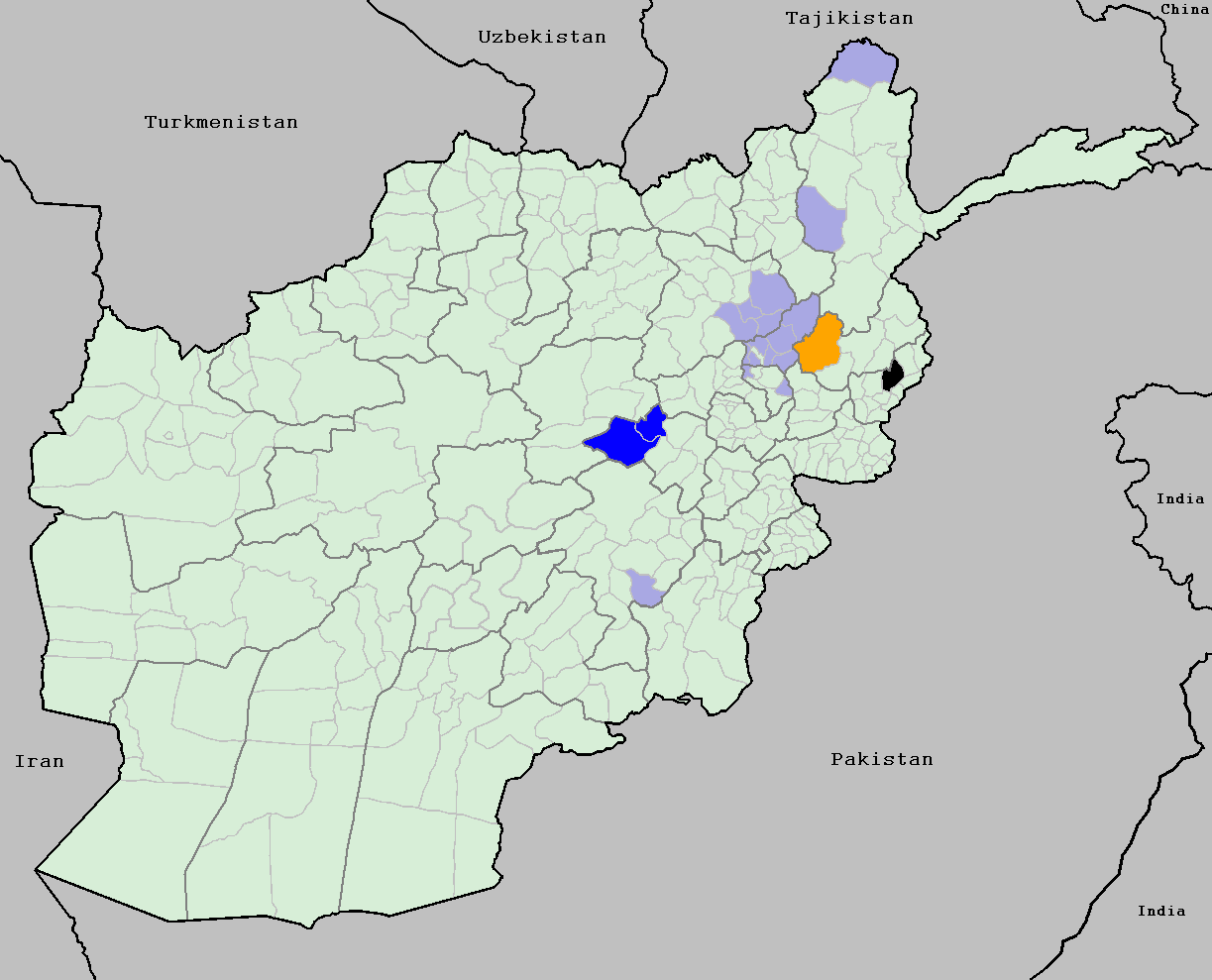
淡绿：阿富汗伊斯蘭酋長國（塔利班政權）控制地区
淡紫：阿富汗伊斯蘭共和國及民族抵抗陣線控制地区

2021年8月美軍撤出阿富汗后，阿富汗塔利班迅速接管阿富汗政权，并重新建立阿富汗伊斯蘭酋長國，同时多国切断给阿富汗的财政援助，导致阿富汗遭受严重的经济和人道主义危机。

## 第一次会议
首次阿富汗邻国外长会于2021年9月8日在巴基斯坦以视频会议方式举行，巴基斯坦、中华人民共和国、伊朗、塔吉克斯坦、乌兹别克斯坦、土库曼斯坦的外长或副外长出席了此次会议。

## 第二次会议
第二次阿富汗邻国外长会于2021年10月27日在伊朗首都德黑兰举行，由伊朗第一副总统穆罕默德·穆赫贝尔致开幕辞，伊朗、土库曼斯坦、巴基斯坦、塔吉克斯坦、乌兹别克斯坦等国外交部长及中国外交部阿富汗事务特使岳晓勇等人在德黑兰参与此次会议，俄罗斯与中国的外交部长通过视频方式参会，联合国秘书长古特雷斯发表视频致辞。本此会议发表联合声明呼吁阿富汗有关方面能稳定阿富汗局势且与各方保持沟通。

## 第三次会议
第三次阿富汗邻国外长会于2022年3月31日在中国安徽屯溪召开，联合国秘书长古特雷斯通过视频发表致辞，中国国务委员兼外交部长王毅、伊朗外长侯赛因·阿米尔-阿卜杜拉希扬、巴基斯坦外长库雷希、俄罗斯外长拉夫罗夫、塔吉克斯坦司法部长阿舒里约恩、土库曼斯坦副总理兼外长梅列多夫、乌兹别克斯坦副总理兼投资和外贸部长乌穆尔扎科夫出席本次会议。会后发表《第三次阿富汗邻国外长会联合声明》和《阿富汗邻国关于支持阿富汗经济重建及务实合作的屯溪倡议》。第三次阿富汗邻国外长会召开期间，中国、美国、俄罗斯、巴基斯坦四国的阿富汗问题特别代表，包括中国的岳晓勇、美国的托马斯·韦斯特（Thomas West）于同地同日举行”中美俄+”磋商机制会议，出席邻国外长会的代表、印度尼西亚外长蕾特諾·馬爾蘇迪、卡塔尔外交大臣穆罕默德·本·阿卜杜勒拉赫曼·阿勒萨尼和阿富汗临时政府代理外长阿米爾·汗·穆塔基举行“阿富汗邻国＋阿富汗”外长对话。
柏林全球公共政策研究所（Global Public Policy Institute）和平与安全政策部门主任罗特曼认为此次会议预示着中国正在俄罗斯的中亚传统势力范围内逐步取代俄罗斯的地位。

## 第四次会议
第四次阿富汗邻国外长会于2023年4月13日在乌兹别克斯坦撒马尔罕举行，由乌兹别克斯坦代外长赛义多夫主持会议，中国、俄罗斯、伊朗、塔吉克斯坦、土库曼斯坦、巴基斯坦等国外长或副外长等人出席会议。会后，各方共同出席阿富汗邻国+阿富汗外长对话。